# Epílogo

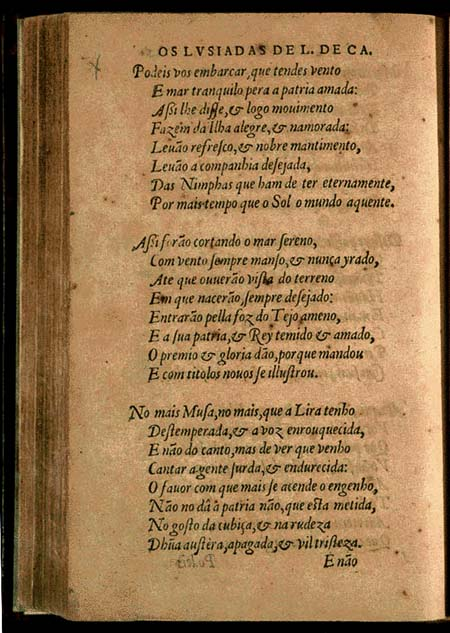
"Nô mais musa, nô mais…" - início do epílogo de Os Lusíadas de Camões

Epílogo (do grego epílogos - conclusão, pelo latim epilogus) é uma parte de um texto, no final de uma obra literária ou dramática, que constitui a sua conclusão ou remate. É geralmente usada para dar a conhecer o desfecho dos acontecimentos relatados, o destino final das personagens da história ou, em dissertações, as ilações finais de um conjunto de ideias apresentadas ou defendidas. É o oposto do prólogo no discurso, podendo assumir a forma de um apêndice.
Geralmente feito pelo autor da obra, também pode ser proferido por uma personagem principal ou por uma personagem observadora dos eventos relatados. O discurso é frequentemente dirigido directamente para o leitor ou espectador.
No teatro da antiguidade clássica e no seiscentista, o epílogo consistia apenas numa fala breve feita por um actor, após o encerramento da acção principal. Tinha a função de uma humilde despedida do público, a quem se suplicava benevolência em relação aos eventuais defeitos do espectáculo. Esta função foi por vezes adaptada à literatura - como classicista, Luís de Camões usou este recurso na sua epopeia Os Lusíadas.
No cinema e na televisão, é por vezes exibida uma montagem de imagens ou curtos excertos de filme com uma rápida explicação do destino das personagens, como foi feito por exemplo na longa-metragem britânica Quatro Casamentos e um Funeral.
Devido a esta função de encerramento de uma mensagem, a palavra epílogo também passou a designar, por vezes em sentido figurado, um final, remate ou fecho de qualquer tipo (de processo legal, acção política, fim de uma vida, etc.).